# Артамонов, Иван Ильич (рабочий)
Ива́н Ильи́ч Артамо́нов (1899—1918) — московский рабочий, участник Октябрьской революции 1917 года в Москве. С 1913 года работал слесарем Уваровского трамвайного парка. После февральских событий 1917 года стал одним из организаторов Красной гвардии среди трамвайщиков.
В октябре 1917 года в составе отряда красногвардейцев трамвайного парка участвовал в боях с юнкерами в районе улицы Плющиха и Смоленского рынка, в захвате Провиантских складов на Крымской площади, штурме штаба Московского военного округа на Пречистенке.
Участник Гражданской войны, погиб в бою.
В 1920 году его именем назван Уваровский трамвайный парк (позднее Троллейбусный парк № 5).